# 琉球遺骨返還請求訴訟
琉球遺骨返還請求訴訟（りゅうきゅういこつへんかんせいきゅうそしょう）は、自身を琉球民族の子孫とする人々が、昭和初期に旧京都帝国大学医学部（現在の京都大学医学部）により沖縄県今帰仁村の百按司墓から持ち出された遺骨の返還を求めて行った訴訟。琉球遺骨返還訴訟、琉球民族遺骨返還訴訟などとも。

## 背景
戦前、旧帝国大学医学部は人類学の研究目的で日本国内の少数ないし先住民族（アイヌ、琉球）などのの遺骨を収集した。今回の訴訟で返還が請求されている遺骨は、昭和初期に金関丈夫らが沖縄県今帰仁村の百按司墓から持ち出したものである。

## 裁判
2018年12月に京都大学を相手取り京都地方裁判所に提訴。提訴したのは被葬者の子孫とされる地元住民で、遺骨の帰属先や原告が「祭祀承継者」に該当するかなどが争点になった。

### 一審判決
2022年4月21日に判決が言い渡され、原告らが他の多数の子孫ないし門中と同じ立場で共同墓において信仰の対象である「祖霊神」を拝んでいる立場に過ぎないことや今帰仁村教育委員会が原告らと異なる立場で返還について被告に対し協議を要請していることなどから、原告らに遺骨を承継させることが今帰仁村ないし共同体構成員の総意であると認めるが困難であるとして、原告らが「祖先の主たる祭祀承継者」に該当しないとして、原告側の請求を棄却した。しかしながら、増森珠美裁判長は「関係機関を交えて返還の是非や受け入れ機関を協議し、解決に向けた環境整備を図るべきだ」と原告側に寄り添う姿勢も見せた。また、「琉球民族として遺骨を墓に安置したいという心情にはくむべきものがある」と付言し、原告側代理人の丹羽雅雄弁護士は「日本民族とは異なるアイデンティティーを持つ民族と認められたことは新しい」と述べた。

### 控訴審判決
一審判決に対して原告側は控訴し、2023年9月22日、大阪高等裁判所は一審判決を支持して原告側の控訴を棄却した。ただ、大島真一裁判長は「京大と原告、教育委員会らで話し合い、移管を含め、適切な解決の道を探ることが望まれる」と付言した。

## 返還
2024年12月に今帰仁村教育委員会と京都大学は返還協議書を交わした。そこで埋葬処理を行わないことや持続的に保存することを返還の条件とし、2025年5月21日に特注コンテナ15箱に納められた遺骨が今帰仁村教育委員会に届けられ、京都大学によると返還された遺骨は26体以上の可能性があるとしている。